# Anders Narvinger
Anders Ingvar Narvinger, född 2 november 1948, är en svensk företagsledare. Han är civilingenjör och civilekonom med examen från Lunds tekniska högskola respektive Uppsala universitet.
Anders Narvinger är för närvarande styrelseordförande i Trelleborg AB, Alfa Laval, Coor Service Management, ÅF och Capio. Han är även styrelseledamot i JM och Pernod Ricard. Tidigare var han även styrelseledamot i Volvo Car Corporation och Ceemet. Han var tidigare VD för Teknikföretagen respektive VD och koncernchef för ABB Sverige. 5 februari 2013 utsågs Marie Ehrling till Narvingers efterträdare som styrelseordförande i Telia Sonera.¨. Utstågs 2014 till styrelseordförande i Ångpanneföreningen.
Anders Narvinger är ledamot av Kungliga Ingenjörsvetenskapsakademien samt ledamot av styrelsen för svenska avdelningen av Internationella Handelskammaren, ICC.